# Amauris oscarus
Amauris oscarus är en fjärilsart som beskrevs av Friedrich Thurau 1903. Amauris oscarus ingår i släktet Amauris och familjen praktfjärilar. Inga underarter finns listade i Catalogue of Life.